# 扬州历史
在中国历史上，扬州曾有过三次鼎盛，第一次是在西汉中叶；第二次是在盛唐到晚唐时期；第三次是在清朝的“康乾盛世”。
扬州，作为漢族九州的其中一州，《尚书》等古籍均有记载，囊括今閩浙贛粵四省全境。

## 春秋战国
春秋时期，今扬州市区附近称邗。公元前486年，吴灭邗，筑邗城，开邗沟，连接长江，淮河。这是今扬州属地上最早的城市。越灭吴，扬地属越：楚灭越，扬地归楚。公元前319年，楚在邗城旧址上建城，名广陵。

## 秦汉
秦统一中国后，设广陵县，属九江郡，后属东海郡。汉代，今扬州称广陵、江都，属十三刺史部中的徐州刺史部，而不属于扬州刺史部。它长期是王侯的封地。吴王刘濞“即山铸钱、煮海为盐”，开盐河（通扬运河前身），准备反叛，景观盛极一时，促进了经济的发展，开始了扬州历史上的第一次繁华时期。为了改善和巩固民族关系，元封六年（前105年）汉武帝把江都王刘建的女儿刘细君嫁到乌孙国，比王昭君嫁到匈奴还早80多年。

## 六朝
三国时期，魏吴之间战争不断，广陵为江淮一带的军事重地。南北朝时期，广陵屡经战乱，数次变为“芜城”。但由于劳动人民数百年辛勤开发，经济地位在恢复中不断提高。北周改广陵为吴州。山东青州、兖州一带的移民南迁广陵一带，促进了扬州的经济发展。

## 隋唐
隋炀帝开通南北大运河，在此修建迷楼，并于618年死在这里。
唐代国力鼎盛，扬州也达到了极盛的巅峰，曾是大唐最重要的港口城市，对外交流的门户。唐代的扬州，农业、商业和手工业相当发达，出现了大量的工场和手工作坊。不仅在江淮之间“富甲天下”，而且是中国东南第一大都会，时有“扬一益二”之称（益州即今成都）。扬州是南北粮、草、盐、钱、铁的运输中心和海内外交通的重要港口，曾为都督府、大都督府、淮南节度使治所，领淮南、江北诸州。在以长安为中心的水陆交通多中，扬州始终起着骨干作用。作为对外交通的重要港口，扬州专设司舶使，经管对外友好往来。唐代扬州和大食交往频繁。侨居扬州的大食人数以千计。波斯、大食、婆罗门、昆仑、新罗、日本、高丽等国人成为侨居扬州的客商。日本遣唐使 来扬州和高僧鉴真东渡日本，促进了中日两国的政治、经济、科学和文化的交流。扬州人李善在吸引前人成果的基础上，重新注释的《文选》，旁征博引，为后人保存了大量已经散失的重要文献资料。其子李邕，不仅文章、诗歌很有影响，也是继虞世南、褚遂良之后的大书法家之一。大诗人张若虚为“吴中四杰”之一，仅《春江花月夜》一首，就有“以孤篇压倒全唐”之誉。684年，徐敬业、骆宾王在扬州起兵反对武则天执政。唐末五代，军阀混战，扬州遭到严重破坏。杨行密在扬州建立政权，史称“杨吴”，有短时间的经济恢复。不久，又陷入战争的破坏之中。

## 宋元
宋朝(960年-1279年) 时，富裕商人阶层和新兴的市场经济得到发展，扬州等主要城市成为新兴商业中心，成为富裕的代名词。
宋朝在今扬州附近，长江以北大部属淮南东路。今天的扬州市辖区属于 扬州江都县，天长县等以及高邮军高邮县。宋朝时扬州一带科技文化也有长足发展，科学家沈括多篇科技文章在扬州地区完成，“二十四孝”朱寿昌的事迹也成为儒家孝道的一个典范。
1127年，女真人的金征服了华北，流经江苏北部的淮河，成为北方的金和南方的南宋的边界线。而今扬州市的北部郊县也成为了抗击金国入侵的前线。
13世纪，蒙古人控制了中国。元朝扬州属河南江北行省。

## 明清
自从1421年永乐皇帝迁都北京，明清两代将近600年间中国的统治中心在北京，而农业经济中心在江浙和两湖两广地区，粮、盐的产量占据了全国产量的大多数。因此造成了中国政治中心和经济中心的分割。连接中国政治中心的和经济中心的是两条水路：长江和京杭大运河。扬州正好位于长江和京杭大运河的交界处，凭借这一得天独厚的地理优势，扬州经济凭借京杭大运河这一中国经济的主动脉发展成为中国经济的核心城市之一。
清初多尔衮铁骑南下，史可法据守扬州，战败。扬州城被清军屠城，史称“扬州十日”。根据王秀楚所著《扬州十日记》中记载，扬州城被清军屠杀八十万人，然而根据明末清初史学家计六奇所著《明季南略》中记载：“扬州（府）初被高杰（明军）屠害二次，杀人无算。及豫王（清军）至，复尽屠之。总计前后杀人凡八十万，诚生民一大劫也”。虽然扬州城遭受了史无前例的屠杀，但并没有削弱扬州经济在清朝时期的强势地位。在康熙休养生息政策的背景下，扬州再次在康乾时期发展起来。
明清两代扬州经济的代表性行业是：
- 漕运，主要是粮食的运输，长江中下游各产粮省份的皇粮国税均必须经此北上，由京杭大运河运输到北京；扬州钞关的税收额在明清两代一直位居全国前八名之内。
- 盐运，淮盐西运，全国最大的两淮盐场（苏北沿海）所产官盐在此集散，然后转运全国最广的食盐销售区——长江中上游安徽、江西、湖北、湖南四省（所谓扬子四岸）销售。城内有两淮盐运使衙门和大批盐商；富有的盐商在新城南河下一带和西北郊瘦西湖沿岸修筑许多精美的园林，当时公认的说法是：“杭州以湖山胜，苏州以市肆胜，扬州以园亭胜，三者鼎峙，不可轩轾”[2]。
- 金融，由于扬州是全国官盐最大的集散地，大量盐商聚集于此，因此带动了扬州银庄的发展以帮助盐商的周转投资，是整个中国乃至东亚地区资本最为集中的地区，规模最大的金融中心，其繁荣程度如同当今世界之伦敦、香港，在全国仅次于同省的苏州；所谓“天下殷富。莫逾江浙；江省繁丽，莫盛苏扬”。
- 娱乐业、服务业，自隋唐以来就是娱乐业就是扬州的支柱型产业，歌舞、高级妓女、艺人、书画家从业者不计其数，扬州八怪便是其中之一。扬州与南北两京、苏杭二州一同被列为“士大夫必游五都会”，为全国最重要的文化中心之一。新旧二城之间的河道被辟为专供旅游的河道，称为“小秦淮”。著名的还有淮扬菜、扬州三把刀、漆器等等传统工艺。

## 扬州经济的衰败
1832年（道光十一年），两江总督陶澍改革两淮盐法，裁撤根窝，大批盐商破产。
壬寅兵警：1842年，鸦片战争中，英军攻占镇江，封锁长江，扬州居民大部分逃难，绅商出50万元赎城费，作为不占领的交换条件。（广州和扬州是这次战争中缴纳赎城费的2个城市）
1853年太平天国运动爆发后，南京附近地区成为太平军和清军交战的主战场。清军的江北大营便屯建于扬州。扬州的主要商业区多子街、左卫街、辕门桥均被抢劫并烧毁。“广陵地当兵火劫余，沧桑变后，人民城郭市肆顿改荆榛，尚非繁盛二、三”。同时，受到战火影响，长江漕运中断，淮盐引地（扬子四岸）尽失。不久1855年黄河改道，京杭大运河山东段河道淤塞，为了避开战火，南方的粮盐改道上海经过海运运送到北京。因此上海取代扬州成为中国新的粮盐集散地。原有的扬州钱庄投资资本，在战火影响下，转向上海等比较有安全保障的通商口岸以及租界。扬州的娱乐服务业更加一蹶不振。太平天国运动结束以后，部分官员曾经打算重开漕运，无奈京杭大运河山东段河道淤塞严重，无法通航。
1908年沪宁铁路和1912年津浦铁路修通，彻底结束了京杭运河的历史使命，也彻底结束了扬州经济在中国的优势地位，扬州因此而衰败下去，沦落为普通的地区性城市。1932年，因两淮盐场重心北倾，甚至两淮盐运使署也北迁海州。

## 1949年以后
1949年2月，解放军占领扬州，并设立扬州市。此后到1952年，扬州曾经是苏北行政公署的首府。
1982年扬州被国务院首批公布为中国24座历史文化名城之一。1983年，扬州升为地级市。